# Ferrocarril de los cuarenta días
El ferrocarril de los cuarenta días, también conocido como el ferrocarril estratégico Torrejón-Tarancón y de forma coloquial como el ferrocarril de los cien días o la «Vía Negrín», fue una línea férrea española que estuvo operativa durante el transcurso de la Guerra Civil Española (1936-1939).
La línea fue construida con el objetivo de lograr conectar la ciudad de Madrid, que se hallaba sitiada por el ejército franquista, con los ferrocarriles que iban a Levante y que habían quedado cortados por el avance de las fuerzas sublevadas. El trazado se veía completado por otra línea férrea en La Mancha. El ferrocarril estratégico Torrejón-Tarancón entró en servicio a mediados de 1938, pero tuvo una corta existencia puesto que apenas un año después dejó tener uso, siendo desmantelado en 1940. En la actualidad sobre el antiguo trazado ferroviario se ha habilitado la denominada vía verde del Tren de los 40 días.

## Historia

### Orígenes y construcción

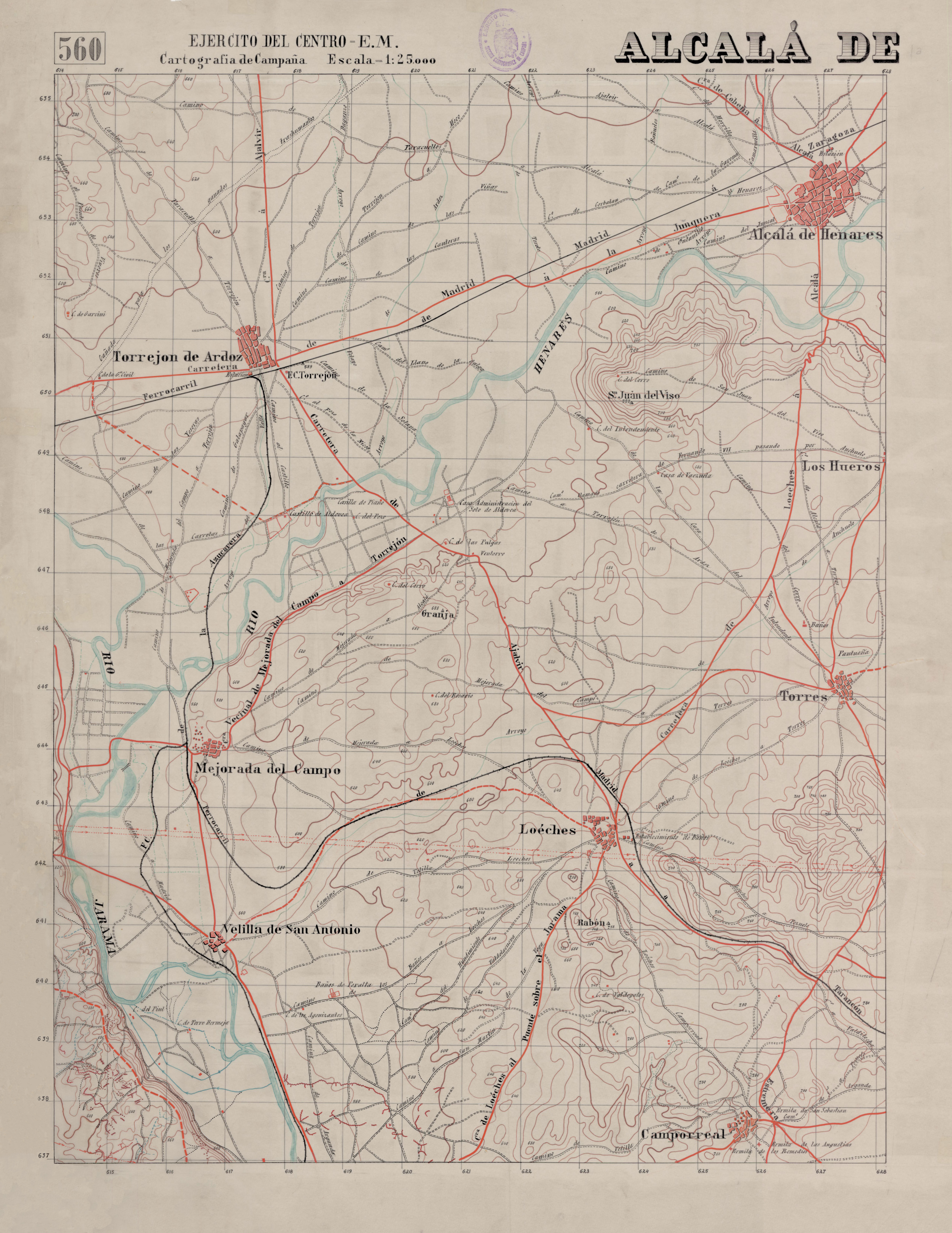
Mapa con una parte del trayecto: Torrejón de Ardoz, Mejorada del Campo y Loeches.

Tras el comienzo de la Guerra Civil, durante el otoño de 1936 las fuerzas sublevadas se acercaron a la capital, cortando los ferrocarriles que unían Madrid con Andalucía y el Levante. El asedio de la capital se vio reforzado tras la batalla del Jarama. A iniciativa del presidente del gobierno republicano, Juan Negrín —razón por la que se le conoció como «Vía Negrín»—, se decidió emprender la construcción de una nueva línea férrea que permitiera enlazar de nuevo a la capital. En torno a 10.000 obreros llegaron a participar en las obras, siendo buena parte de ellos prisioneros sublevados, mientras que el resto eran voluntarios o efectivos del batallón de fortificaciones del ejército republicano. Precisamente por esta razón, la aviación franquista decidió no bombardear los trabajos de construcción de la línea.
La jefatura de obras recayó en manos de los ingenieros de caminos Emilio Kowalski y Andrés Arrillaga de la Vega. Aunque el reto era que las obras se realizaran en cuarenta días, estas acabaron durando cien días antes de que quedara operativa. Debido a la fuerte escasez de materiales que existía tras el estallido de la guerra, para la nueva línea se llegaron a reutilizar los raíles de otras vías que no estaban operativas o procedentes de vías muertas. Con tal fin, llegaron a reutilizarse raíles desmontados que procedían de la estación de clasificación de Las Matas que poseía la compañía «Norte» en Madrid o de la línea Madrid-Ávila.

### Explotación
El 11 de junio de 1938 el ferrocarril fue inaugurado oficialmente, aunque existe documentación que apunta a que anteriormente ya se hallaba operativo. El trazado se veía completado por otra línea, también inaugurada en 1938, que partía desde Villacañas hasta Santa Cruz de la Zarza, donde empalmaba con la línea Madrid-Cuenca. Como material motor fueron empleadas las locomotoras adscritas al depósito de la estación de Madrid-Delicias, de la Compañía Nacional de los Ferrocarriles del Oeste, dado que dichas locomotoras —destinadas a la línea Madrid-Lisboa— habían quedado aisladas en la capital por el cerco franquista. El nuevo ferrocarril fue empleado con fines militares. En julio de 1938 a través de este ferrocarril serían trasladados refuerzos desde el frente de Madrid hacia Levante para hacer frente la ofensiva franquista en aquella zona. Tras el final de la contienda la línea dejó de tener utilidad, por lo que eventualmente caería en desuso. El 7 de abril de 1939 circuló el último tren por sus vías. A finales de 1940 se procedió al desmantelamiento de la vía en el tramo Mejorada-Tarancón, mientras que el trazado en el tramo Torrejón-Mejorada fue respetado y reintegrado a su propietario original, la Compañía Azucarera de Madrid. Por su parte, la línea Villacañas-Santa Cruz de la Zarza se mantendría operativa hasta la década 1960.

## Estado actual
En la actualidad de la línea férrea original solo se mantiene operativo un pequeño tramo de 1,8 kilómetros desde Torrejón de Ardoz, destinado a dar servicio a diversos apartaderos industriales de la zona y a la estación de mercancías de Torrejón. Por otro lado, sobre el trazado desmantelado del ferrocarril se ha habilitado una vía verde, la denominada vía verde del tren de los 40 días, que parte de la vía verde del Tajuña, a su paso por el término municipal de Carabaña, y finaliza en Estremera.

## Trazado y características
Se trataba de una línea convencional de ancho ibérico, de vía única y sin electrificar. El tramo inicial de 6,7 kilómetros —entre Torrejón de Ardoz y Mejorada del Campo— reaprovechó el trazado existente del ferrocarril de vía estrecha Torrejón-La Poveda-Ciempozuelos, perteneciente a la Compañía Azucarera de Madrid. Debido a la difícil orografía presente en la zona hubieron de realizarse numerosas obras de fábrica, que incluyeron tres puentes y dieciséis túneles.
El ferrocarril se iniciaba dentro del complejo ferroviario de Torrejón de Ardoz (Madrid), atravesando las localidades de Mejorada del Campo, Loeches, Campo Real, Pozuelo del Rey —entonces «Pozuelo de la República»—, Nuevo Baztán, Villar del Olmo, Orusco, Valdaracete, Fuentidueña de Tajo, Estremera, Belinchón y finalizaba en Tarancón (Cuenca). Se llegaron a levantar casi una decena de estaciones —además de algunas estaciones «provisionales»— para controlar el tráfico ferroviario y permitir el cruce de trenes. Cabe señalar que en Orusco se producía el cruce al mismo nivel con el ferrocarril del Tajuña, de vía estrecha.